# Adam Christopher Oldenburg
Adam Christopher Oldenburg (* 30. Juni 1736 in Fredriksten; † 2. Dezember 1803 ebenda) war ein dänischer Generalmajor deutscher Herkunft.

## Herkunft und familiäres Umfeld
Er entstammte dem Adelsgeschlecht Oldenburg, einer deutschen uradligen Familie aus dem Erzstift Bremen, die sich im Laufe der Jahrhunderte über Mecklenburg, Preußen und Livland auch nach Dänemark ausgebreitet hatte. Erster Familienangehöriger in Dänemark war der Oberstleutnant Adam Christopher von Oldenburg, der 1718 in dänische Dienste trat. Der hier behandelte Adam Christopher Oldenburg (in Dänemark führen nicht titulierte Adlige in der Regel kein von vor dem Familiennamen) war dessen Enkel und der Sohn von Frederik Oldenburg (gest. vor dem 18. April 1749) und Regina Maria Blix (1706–1762).

## Militärische Laufbahn
Oldenburg trat als Sergeant in das Römlingsche Infanterie-Regiment ein und wurde dort 1753 Fähnrich. 1756 wurde er Secondeleutnant, nahm aber alsbald seinen Abschied, da er in Mecklenburg ein Gut geerbt hatte, wahrscheinlich Wotrum. Er nahm dann aber bald danach als Freiwilliger in der französischen Armee im Siebenjährigen Krieg an der Schlacht bei Roßbach am 5. November 1757 teil. Danach trat er ab 1758 wieder in dänische Dienste. Er wurde wieder im damals zu Dänemark gehörenden Norwegen eingesetzt, und zwar zunächst als Kapitain im Smaaländischen Nationalen Infanterie-Regiment. 1761 wurde er in das Oldenborgsche Grenadier-Bataillon nach Holstein versetzt, 1774 wurde er Major, 1788 Oberstleutnant. Ab 1790 diente er wieder in Norwegen, zunächst als Vicekommandant von Fredriksten, dann als Oberst der Infanterie. 1798 erhielt er als Generalmajor mit Pension seinen Abschied. Die Pension wurde noch im selben Jahr in Wartestandsbezüge umgewandelt.
Oldenburg starb am 2. Dezember 1803 in Frederiksten. 

### Familie
Er war zweimal verheiratet: Zuerst seit dem 10. August 1764 mit Maria Schoeller (1741–1770). Das Paar hatte folgende Kinder:
- Kathrina (* 7. Mai 1765; † 14. April 1843) ⚭ Frederik Gottschalk von Haxthausen aus dem Haus Thienhausen (* 14. Juli 1750; † 7. Juli 1825)
- Friedrich (* 29. September 1767; † 30. Januar 1848) ⚭ Marie Clarette Benedicte Bastholm (* 28. April 1773; † 21. März 1807)

Danach heiratete er Ulrica Christiane von Haxthausen (1752–1785). Die 2. Ehe blieb kinderlos.